# Конюс, Наталья Георгиевна
Ната́лья Гео́ргиевна Коню́с (19 июня [2 июля] 1914, Люберцы, Московская губерния, Российская империя — 24 декабря 1989, Москва, СССР) — советская артистка балета и балетмейстер. Заслуженная артистка РСФСР (1979). Дочь композитора Георгия Конюса.

## Биография
Окончила Московское хореографическое училище (1931), ученица Василия Тихомирова. В 1931—1932 гг. гастролировала по миру в составе труппы Иды Рубинштейн и «Русского балета Монте-Карло»).
По возвращении в СССР танцевала в Большом театре (1932—1943) и Музыкальном театре имени Станиславского и Немировича-Данченко (1943—1960).
Ещё до завершения карьеры танцовщицы окончила Государственный институт театрального искусства (1958) как балетмейстер, осуществила ряд балетных постановок в разных городах Советского Союза. В 1962—1963 годах главный балетмейстер Театра оперы и балета имени Айни в Душанбе. В 1964—1989 гг. преподавала на кафедре хореографии ГИТИСа.
Похоронена на Новодевичьем кладбище в Москве.

## Семья
- Сводный брат — экономист Александр Александрович Конюс, был женат на враче-педиатре Эсфири Мироновне Зайдеман-Конюс (1896—1964), докторе медицинских наук, старшем научном сотруднике Государственного научного института охраны материнства и младенчества[2]; их племянник — актёр Александр Калягин[3].
- Муж — Валентин Иванович Аккуратов, лётчик.

## Сочинения
- Конюс Н., Лавровский Л. Хореографический текст балета А. Адана "Жизель" / Эльяш Н.. — М.: Музыка, 1975. — 60 с.